# Tiberius Cornelis Winkler
Tiberius Cornelis Winkler (Leeuwarden, 1822. május 28.  – Haarlem, 1897. április 4.) holland anatómus, zoológus, természettudós. Nevéhez fűződik Charles Darwin A fajok eredete című művének holland fordítása, de emellett számos ismeretterjesztő írást közölt.

## Életútja
Winkler 1822-ben született a fríz fővárosban, Leeuwardenben. Itt végezte tanulmányait is. Apja gabonakereskedőnek szánta. Fizetéséből tudta továbbtanulását pénzelni: megtanulta a francia, majd a német és angol nyelvet. 1844-ben házasodott, majd orvosi tanulmányokat kezdett el folytatni, mert sebészi pályára szeretett volna állni. 1850-ben Haarlembe költözött feleségével és négy gyermekével, ahol a sebészeti főiskolán tanult tovább. Tanulmányait két évvel később fejezte be és Nieuwediepben orvosi rendelőt nyitott. Első páciense egy helyi halász volt, akit arról panaszkodott, hogy egy hal megszúrta. Megoldást keresve jutott el a Teylers Múzeum könyvtárába. Kutatásai eredménye egy cikk volt az Album der Natur tudománynépszerűsítő újságban, amivel kiérdemelte, hogy a halak szakértőjének aposztrofálták.
A múzeumban nagy érdeklődést mutatott az őslénytan és földtan iránt. A gyűjtemény akkori kurátora, Jacob Gijsbertus Samuël van Breda felkérte, hogy írja le a múzeum gyűjteményében található fosszilis halakat. Így indult el Winkler munkássága a Teylers Múzeumban. Első írása 1859-ben jelent meg Verhandelingen) (azaz Értekezések) címen. Ezt követően a németországi Solnhofen lelőhelyeiről származó halak leírásával kezdett el foglalkozni és befejezte a múzeum birtokában lévő fosszíliák katalogizálását. Sikereit látva, a múzeum igazgatósága felkérte, hogy katalogizálja az őslénytani gyűjtemény többi darabját is, sőt az ásványtani kollekciót is rábízták. 1864-ben a paleontológiai és mineralógiai gyűjtemény kurátorává nevezték ki. Hivatalát haláláig, 1897-ig megtartotta.
Kinevezése után rögtön hozzálátott a teljes őslénytani gyűjtemény katalogizálásához. Az utrechti természettudós, Pieter Harting tanácsát megfogadta földtörténeti korok szerint rendszerezte az állományt. A katalogizálást 1896-ra fejezte be. A hatkötetes munkához öt kiegészítő kötet tartozott és mintegy 15458 fosszília leírását tartalmazta.
Winkler rendkívül termékeny író volt, több száz tudomány népszerűsítő cikket közölt. Ezek többsége az Album der Natuurban jelent meg. Mindemellett számos tudományos munkát fordított holland nyelvre. Ezek közül kiemelkedik Charles Darwin főműve A fajok eredete, amely 1859-ben jelent meg holland nyelven, egy évvel publikálása után. Winkler az evolucionizmus egyik fő támogatója volt és Darwinnal ellentétben még arra sem volt hajlandó, hogy megkérdőjelezze az ember helyét az evolúcióban.
WInkler a volapük nyelv egyik nagy támogatója és népszerűsítője volt.